# Cheilosia nikkoensis
Cheilosia nikkoensis är en tvåvingeart som först beskrevs av Tokuichi Shiraki 1930.  Cheilosia nikkoensis ingår i släktet örtblomflugor, och familjen blomflugor. Inga underarter finns listade i Catalogue of Life.